# Maria Schalcken
Maria Schalcken (v. 1645 - v. 1699), est une peintre hollandaise du siècle d'or néerlandais. Elle est la sœur et l'élève du peintre Godfried Schalcken.

## Biographie

### Famille
Maria Schalcken est la fille de Cornelis Schalcken et d'Aletta Lydius. Elle serait née à Made, où son père était pasteur, avant de devenir recteur de l'école de Dordrecht, où la famille déménage. Elle était la sœur cadette du peintre Godfried Schalcken, célèbre pour ses portraits, scènes de genre et peintures d'histoire. Il est probable que ce soit lui qu'il l'ait formée, entre 1665 et 1670, faisant d'elle sa première élève.

### Dernières années
En 1682, elle épouse Severijn van Bracht, un marchand de Dordrecht. Le couple aurait au moins une fille, Anna, née en 1683, et un fils, Cornelis, né deux ans plus tard. Dans Geschiedenis der Vaderlandsche Schilderkunst (Histoire de la peinture hollandaise, vol. 1) datant de 1816,, il est présenté une gravure d'après un autoportrait dessiné qui la montre en femme âgée avec devant elle une palette et un pinceau, ce qui suggèrerait qu'elle continuera de peindre après son mariage.
Maria serait décédée à Dordrecht avant 1700 puisque son mari Severijn van Bracht se fiance avec une nouvelle femme en juillet de cette année là.

## Œuvres

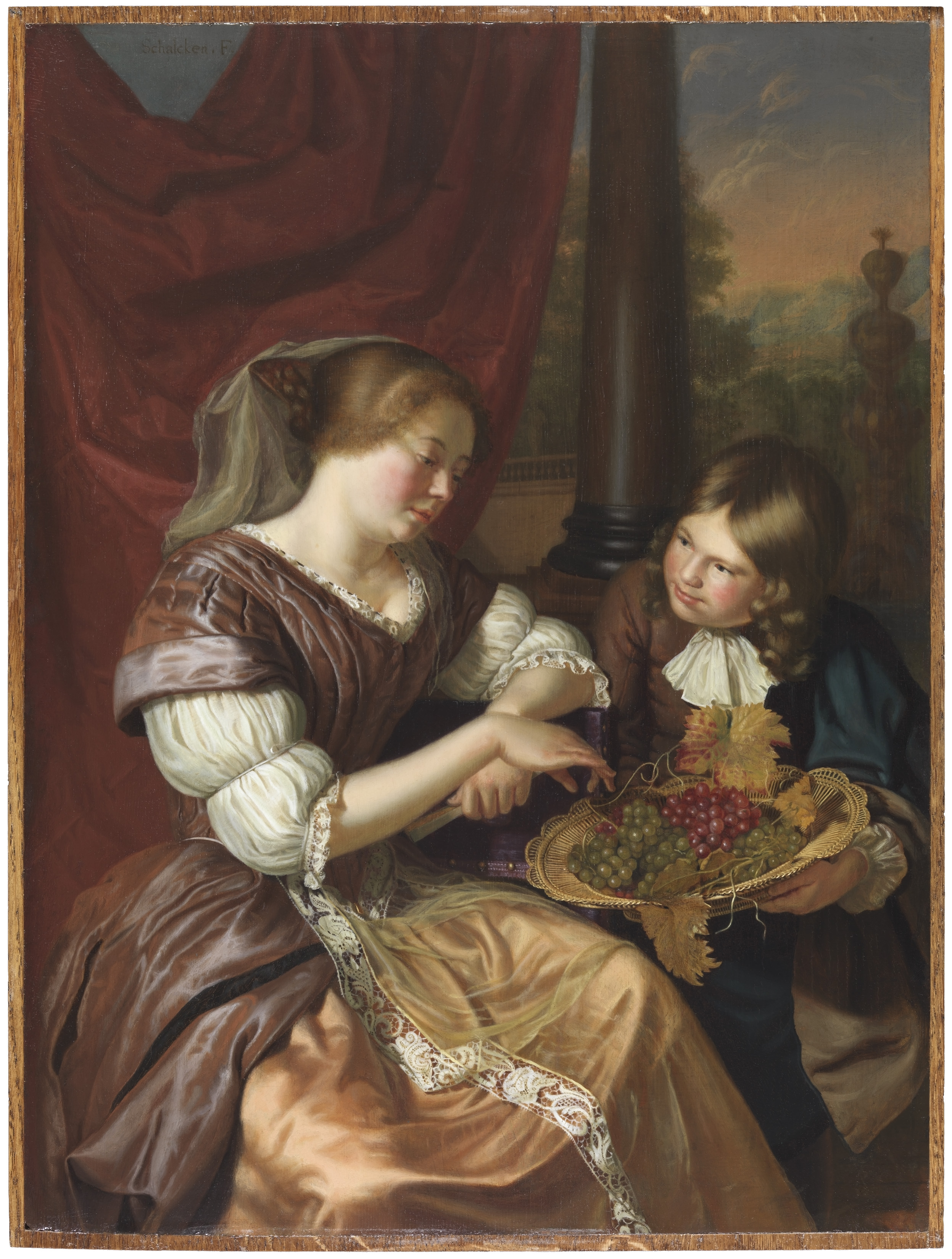
Un garçon offrant des raisins à une femme, v. 1675-1682.

Selon le Rijksbureau voor Kunsthistorische Documentatie (RKD), elle est principalement connue pour ses scènes de genre. Son autoportrait a été attribué à son frère jusqu'à ce qu'il soit nettoyé au XXe siècle et que sa signature complète apparaisse. D'autres œuvres restent peut-être encore à lui réattribuer. Seulement quelques tableaux ont été authentifiés avec certitude, dont l'autoportrait et Garçon offrant du raisin à une femme, issue de la collection Leiden,. D'autres titres nous sont parvenus :
- Intérieur avec jeune femme à la coiffeuse et sa servante, signé, huile sur bois, 36,2 × 26,2 cm (mentionné dans un catalogue en 1979 : « London, Trafalgar Galleries at the Royal Academy of Arts »).
- Portrait d'une jeune fille, huile sur bois, 28 × 21 cm (mentionné dans les anciens catalogues de ventes).
- Femme assise devant sa coiffeuse et mangeant des dragées, huile sur bois, approx. 50 × 40 cm (mentionnée dans les anciens catalogues de ventes).
- Femme ivre et un garçon dans un intérieur (mentionnée dans les anciens catalogues de ventes).